# Ishkamish (huyện)
Ishkamish là một huyện thuộc tỉnh Takhar, Afghanistan. Dân số thời điểm năm 1999 là 46,938 người.